# Островерха Михайло
Михайло Ількович Острове́рха (псевдонім: Михайло Осика; 7 жовтня 1897, м. Бучач, нині Тернопільської области — 17 квітня 1979, Бруклін) — український письменник, перекладач, фольклорист, мистецтвознавець, співак, громадсько-просвітній діяч, військовик. Вояк Легіону УСС, УГА, Дієвої Армії УНР.

## Життєпис
Народився 7 жовтня 1897 року в м. Бучачі (Королівство Галичини та Володимирії, Австро-Угорщина, нині Тернопільської области, Україна).
Навчався в народній школі «на Бараках», школі при монастирі оо. Василіян у Бучачі.
У 1915 році — доброволець УСС, учасник бойових дій. 1916 року поблизу Бережан потрапив у полон до російських імперських військ. У 1918 оці воював у лавах війська ЗУНР, брав участь у бойових діях біля Львова.
У 1919 році закінчив старшинську піхотну школу УГА в м. Золочеві. Хорунжий УГА, згодом — в Армії УНР (культурно-освітній референт). Після поразки у військових діях потрапив в табори інтернованих українських вояків у Польщі (Пикуличі, Каліш). У таборі інтернованих українських вояків почав літературну діяльність у журналах, що там виходили — «Запорожець» у Вадовицях, «Веселка» в Каліші.
1921 року повернувся до Бучача; працював у селах Бучаччини та Станиславівщини; згодом переїхав до Львова, працював у редакції журналу «Червона Калина». Виїздив до Італії, вивчав мистецтво.
1923 року у видавництві «Веселка» в Каліші вийшла спільна збірка поезій Євгена Маланюка, Михайла Селегія та М. Осики «Озимина: альманах трьох».
1926 року виїхав до Італії, вивчав мистецтво, літературу, музику, побут; свої враження, знання описував у часописах «Діло», «Новий час», журналах «Назустріч», «Обрії», «Життя і знання», «Дзвони». У цей період стає популяризатором режиму Муссоліні, зокрема 1938 року опублікував книжку «Нова імперія» — найяскравішу апологію італійського фашизму, яка будь-коли виходила з-під пера українця.
Під час німецько-радянської війни працював у Львові в історичному відділі військової управи 14-ї дивізії Ваффен СС «Галичина». Редактор дивізійного тижневика «До перемоги».
У 1944 році виїхав до Німеччини, згодом — до США (ЗСА, ЗДА). Співпрацював з редакціями часописів «Америка», «Народна воля», «Свобода», продовжував літературну діяльність.
Учасник ініціативного комітету проведення З'їзду бучачан у Рочестері 30 травня — 1 червня 1969 року.
Помер 17 квітня 1979 року в Брукліні, Нью-Йорк, США. Похований на українському цвинтарі святого Андрія в Саут-Баунд-Брук (округ Сомерсет, штат Нью-Джерсі).

## Доробок
- Автор книг та творів:
  - Муссоліні: людина і чин[10].
  - Нова імперія: Італія і фашизм. — Львів, 1938[8].
  - Великий Василіянин слуга Божий Митрополит Андрей Шептицький ЧСВВ[11].
  - «З римського щоденника» (1946).
  - «Nihil novi» (1946).
  - «Без докору» (1948).
  - «Обніжками на битий шлях» (1957).
  - «На закруті» (1958).
  - «Блиски і темряви» (1966)[12].
  - «Грона калини», «Гомін здалека», «Чорнокнижник із Зубівки».
- Переклади з італійської (зокрема, літературні твори Ґрація Делєдда, Ада Неґрі, Чезаре Меано, Н. Фаріна; також «Іль Прінчіпе» Ніколо Макіявеллі[7].
- Публікації.

Був режисером аматорських вистав у селах Жизномирі, Сороках, виконував у них ролі.
Редактор історично-мемуарного збірника «Бучач і Бучаччина».

### Пам'ять
В експозиції Бучацького районного краєзнавчого музею представлено матеріали, які розповідають про життя та діяльність М. Островерхи.